# Éric de Caumont
Pour les articles homonymes, voir Caumont.
Éric de Caumont, né le 28 mars 1957, est un avocat français du barreau de Paris spécialisé depuis 1984 dans la défense des droits des automobilistes,.

## Biographie

### Etudes
Il obtient sa maîtrise de droit privé en 1981 après des études à l'Université Panthéon-Sorbonne.

### Carrière
Motard et automobiliste passionné, Éric de Caumont décide de se consacrer à la défense des automobilistes à partir de 1984.
Il intervient assez régulièrement dans la formation des avocats au droit du permis à point.
Il est souvent invité dans les médias français, à la radio et à la télévision : TF1 puis TMC (Sans aucun doute pendant quatorze ans), RTL et M6 (Ça peut vous arriver,etc), France 5 (C'est dans l'air), Sud Radio (Ca roule), Europe 1, Radio Vinci Autoroutes, Le Parisien, France 3 (On ne peut pas plaire à tout le monde).
Il est cofondateur et président de l'Association des avocats de l'automobile depuis 1996,.
Il est porte-parole de l'association « Défense des citoyens automobilistes »,.
Il est considéré comme « le maître » dans le domaine du droit pénal automobile.
Il crée en 2024 l’application mobile « Flash Radar », première application mobile dédiée à la contestation des infractions routières et utilisant l’intelligence artificielle.

## Défense de célébrités
Il représente Gérard Depardieu dans son procès pour conduite en état d'ivresse à la suite d'une chute en scooter intervenue en 2012,,.
Il représente le chauffeur de la chanteuse Jenifer impliqué dans un accident mortel en 2017.
Il représente Jamel Debbouze pour une affaire de conduite malgré une annulation de son permis de conduire en 2008,.